# Kleidotoma brunnea
Kleidotoma brunnea is een vliesvleugelig insect uit de familie van de Figitidae. De wetenschappelijke naam van de soort is voor het eerst geldig gepubliceerd in 1959 door Ionescu.